# Munkekælderen
Munkekælderen er en kælder under Københavns Universitets kommunitetetsbygning i Nørregade. Bygningen kaldtes Klostret, fordi den overtog Helligåndsklostrets forpligtelse til at bespise studerende. Kælderen fungerede som forrådskammer til opbevaring af fødevarer.